# I liga 1997-1998
La I liga 1997-1998 fu la 72ª edizione della massima serie del campionato polacco di calcio, la 64ª edizione nel formato di campionato. La stagione iniziò il 9 agosto 1997 e si concluse il 10 giugno 1998. Il ŁKS vinse il campionato per la seconda volta nella sua storia, trent'anni dopo la prima volta. Capocannonieri del torneo furono Arkadiusz Bąk (Polonia Varsavia), Sylwester Czereszewski (Legia Varsavia) e Mariusz Śrutwa (Ruch Chorzów), con 14 reti realizzate a testa.

## Stagione

### Novità
Dalla I liga 1996-1997 vennero retrocessi in II liga il GKS Bełchatów, l'Hutnik Cracovia, lo Śląsk Breslavia e il Sokół Tychy; mentre vennero promossi dalla II liga 1996-1997 il Petrochemia Płock, l'KSZO Ostrowiec Świętokrzyski, il Dyskobolia e il Pogoń Stettino.

### Formula
Le diciotto squadre partecipanti si affrontavano in un girone all'italiana con partite di andata e ritorno, per un totale di 34 giornate. La squadra prima classificata era campione di Polonia e si qualificava per il primo turno preliminare della UEFA Champions League 1998-1999. Le squadre classificatesi al secondo e terzo posto si qualificavano per il turno preliminare della Coppa UEFA 1998-1999. La vincitrice della Coppa di Polonia veniva ammessa al turno preliminare della Coppa delle Coppe 1998-1999. Un ulteriore posto veniva assegnato per la partecipazione alla Coppa Intertoto UEFA 1998. Le ultime quattro classificate venivano retrocesse direttamente in II liga.

## Squadre partecipanti
| Club                         | Città                   | Stagione precedente                  |
| ---------------------------- | ----------------------- | ------------------------------------ |
| Amica Wronki                 | Wronki                  | 5º posto in I liga                   |
| Dyskobolia                   | Grodzisk Wielkopolski   | 1º posto nel girone ovest di II liga |
| GKS Katowice                 | Katowice                | 4º posto in I liga                   |
| Górnik Zabrze                | Zabrze                  | 13º posto in I liga                  |
| Lech Poznań                  | Poznań                  | 11º posto in I liga                  |
| Legia Varsavia               | Varsavia                | 2º posto in I liga                   |
| ŁKS                          | Łódź                    | 6º posto in I liga                   |
| Odra                         | Wodzisław Śląski        | 3º posto in I liga                   |
| KSZO Ostrowiec Świętokrzyski | Ostrowiec Świętokrzyski | 2º posto nel girone est di II liga   |
| Petrochemia Płock            | Płock                   | 1º posto nel girone est di II liga   |
| Pogoń Stettino               | Stettino                | 2º posto nel girone ovest di II liga |
| Polonia Varsavia             | Varsavia                | 8º posto in I liga                   |
| Raków Częstochowa            | Częstochowa             | 10º posto in I liga                  |
| Ruch Chorzów                 | Chorzów                 | 14º posto in I liga                  |
| Stomil Olsztyn               | Olsztyn                 | 9º posto in I liga                   |
| Widzew Łódź                  | Łódź                    | Campione di Polonia                  |
| Wisła Cracovia               | Cracovia                | 12º posto in I liga                  |
| Zagłębie Lubin               | Lubin                   | 7º posto in I liga                   |

## Classifica finale
|  | Pos. | Squadra                      | Pt | G  | V  | N  | P  | GF | GS | DR  |
|  | ---- | ---------------------------- | -- | -- | -- | -- | -- | -- | -- | --- |
|  | 1.   | ŁKS                          | 66 | 34 | 19 | 9  | 6  | 52 | 23 | +29 |
|  | 2.   | Polonia Varsavia             | 63 | 34 | 18 | 9  | 7  | 46 | 29 | +17 |
|  | 3.   | Wisła Cracovia               | 61 | 34 | 18 | 7  | 9  | 50 | 30 | +20 |
|  | 4.   | Widzew Łódź                  | 61 | 34 | 18 | 7  | 9  | 53 | 34 | +19 |
|  | 5.   | Legia Varsavia               | 59 | 34 | 16 | 11 | 7  | 50 | 32 | +18 |
|  | 6.   | Ruch Chorzów                 | 55 | 34 | 15 | 10 | 9  | 48 | 39 | +9  |
|  | 7.   | Amica Wronki                 | 50 | 34 | 13 | 11 | 10 | 38 | 31 | +7  |
|  | 8.   | Górnik Zabrze                | 48 | 34 | 12 | 12 | 10 | 48 | 42 | +6  |
|  | 9.   | Odra                         | 48 | 34 | 14 | 6  | 14 | 51 | 50 | +1  |
|  | 10.  | Lech Poznań                  | 46 | 34 | 12 | 10 | 12 | 41 | 37 | +4  |
|  | 11.  | Stomil Olsztyn               | 45 | 34 | 12 | 9  | 13 | 37 | 45 | -8  |
|  | 12.  | GKS Katowice                 | 43 | 34 | 10 | 13 | 11 | 37 | 33 | +4  |
|  | 13.  | Zagłębie Lubin               | 43 | 34 | 12 | 7  | 15 | 39 | 40 | -1  |
|  | 14.  | Pogoń Stettino               | 43 | 34 | 10 | 13 | 11 | 36 | 40 | -4  |
|  | 15.  | Petrochemia Płock            | 38 | 34 | 10 | 8  | 16 | 28 | 54 | -26 |
|  | 16.  | Dyskobolia                   | 29 | 34 | 8  | 5  | 21 | 30 | 55 | -25 |
|  | 17.  | KSZO Ostrowiec Świętokrzyski | 24 | 34 | 6  | 6  | 22 | 24 | 47 | -23 |
|  | 18.  | Raków Częstochowa            | 17 | 34 | 4  | 5  | 25 | 21 | 68 | -47 |

Legenda:
      Campione di Polonia e ammessa alla UEFA Champions League 1998-1999.
      Ammessa alla Coppa UEFA 1998-1999.
      Ammessa alla Coppa delle Coppe 1998-1999.
      Ammessa alla Coppa Intertoto 1998.
      Retrocessa in II liga 1998-1999.
Note:
Tre punti a vittoria, uno a pareggio, zero a sconfitta.

## Risultati
|                         | ŁKS  | Pol  | WiC  | Wid  | Leg  | RuC  | Ami  | GóZ  | Odr  | LcP  | Sto  | GKS  | ZaL  | Pog  | Pet  | Dys  | Ost  | Rak  |
| ----------------------- | ---- | ---- | ---- | ---- | ---- | ---- | ---- | ---- | ---- | ---- | ---- | ---- | ---- | ---- | ---- | ---- | ---- | ---- |
| ŁKS Łódź                | –––– | 2-0  | 0-1  | 2-3  | 3-0  | 0-0  | 2-0  | 2-0  | 2-0  | 0-2  | 3-1  | 0-0  | 1-0  | 1-1  | 5-0  | 0-0  | 3-0  | 2-1  |
| Polonia Varsavia        | 0-3  | –––– | 2-0  | 1-3  | 1-1  | 1-0  | 1-0  | 3-1  | 2-1  | 1-1  | 2-1  | 1-0  | 4-1  | 1-0  | 1-0  | 2-0  | 2-0  | 3-0  |
| Wisła Cracovia          | 1-0  | 3-0  | –––– | 6-0  | 2-2  | 0-1  | 1-1  | 2-1  | 1-2  | 2-0  | 0-0  | 2-0  | 2-1  | 3-0  | 5-0  | 1-0  | 1-0  | 3-0  |
| Widzew Łódź             | 0-0  | 0-0  | 1-1  | –––– | 1-0  | 1-0  | 1-1  | 5-0  | 2-0  | 0-1  | 0-0  | 2-0  | 3-1  | 0-1  | 3-0  | 2-3  | 2-0  | 5-1  |
| Legia Varsavia          | 1-1  | 1-1  | 1-0  | 3-1  | –––– | 3-3  | 2-0  | 4-0  | 0-1  | 0-0  | 4-1  | 2-0  | 2-0  | 1-1  | 3-0  | 1-0  | 3-1  | 2-0  |
| Ruch Chorzów            | 0-2  | 1-1  | 1-0  | 1-2  | 3-2  | –––– | 2-0  | 0-0  | 1-1  | 3-0  | 2-1  | 2-2  | 2-1  | 1-1  | 4-0  | 3-2  | 1-0  | 4-1  |
| Amica Wronki            | 0-1  | 1-1  | 2-0  | 1-2  | 0-1  | 1-1  | –––– | 1-1  | 3-0  | 3-1  | 2-0  | 1-0  | 1-0  | 1-1  | 1-1  | 0-1  | 2-0  | 2-1  |
| Górnik Zabrze           | 3-1  | 1-0  | 1-1  | 2-0  | 2-0  | 2-0  | 1-1  | –––– | 6-0  | 1-1  | 2-3  | 1-1  | 1-0  | 1-1  | 1-1  | 2-0  | 1-0  | 2-0  |
| Odra                    | 1-2  | 3-1  | 1-1  | 1-1  | 1-3  | 5-0  | 1-2  | 3-1  | –––– | 1-0  | 4-0  | 3-1  | 0-1  | 0-1  | 0-0  | 2-0  | 3-2  | 3-2  |
| Lech Poznań             | 1-0  | 0-1  | 2-0  | 1-3  | 3-0  | 1-2  | 2-1  | 2-2  | 1-1  | –––– | 1-1  | 0-1  | 2-1  | 1-2  | 2-2  | 3-1  | 1-1  | 5-0  |
| Stomil Olsztyn          | 1-3  | 1-1  | 0-3  | 0-1  | 1-1  | 3-0  | 0-1  | 1-1  | 2-2  | 3-2  | –––– | 1-0  | 0-0  | 2-1  | 2-1  | 2-1  | 2-0  | 3-1  |
| GKS Katowice            | 2-2  | 1-1  | 4-0  | 1-1  | 0-1  | 1-0  | 0-0  | 1-1  | 5-1  | 0-1  | 0-1  | –––– | 0-0  | 3-2  | 1-1  | 3-1  | 1-0  | 3-0  |
| Zagłębie Lubin          | 2-4  | 0-1  | 1-2  | 2-0  | 0-0  | 0-4  | 1-2  | 1-0  | 1-0  | 3-1  | 1-1  | 2-2  | –––– | 0-0  | 2-0  | 3-0  | 3-0  | 2-0  |
| Pogoń Stettino          | 1-2  | 1-0  | 2-2  | 0-2  | 1-1  | 0-0  | 2-2  | 1-0  | 0-1  | 0-0  | 1-0  | 2-3  | 1-4  | –––– | 2-0  | 2-1  | 1-0  | 1-1  |
| Petrochemia Płock       | 1-1  | 2-2  | 3-0  | 1-0  | 1-2  | 1-3  | 1-0  | 1-1  | 1-6  | 1-0  | 2-1  | 1-0  | 2-0  | 1-0  | –––– | 1-0  | 1-0  | 0-1  |
| Dyskobolia              | 0-0  | 0-4  | 1-2  | 0-3  | 2-1  | 3-1  | 1-1  | 1-0  | 2-0  | 0-1  | 0-1  | 0-0  | 1-3  | 2-2  | 2-0  | –––– | 1-3  | 2-3  |
| Ostrowiec Świętokrzyski | 0-1  | 1-2  | 0-1  | 2-0  | 0-1  | 0-0  | 0-2  | 4-5  | 3-1  | 0-0  | 2-0  | 0-0  | 0-1  | 3-2  | 2-1  | 0-2  | –––– | 0-0  |
| Raków Częstochowa       | 0-1  | 0-2  | 0-1  | 1-3  | 1-1  | 1-2  | 1-2  | 0-4  | 0-2  | 0-2  | 0-2  | 0-1  | 1-1  | 0-2  | 1-0  | 3-0  | 0-0  | –––– |

## Statistiche

### Classifica marcatori
Fonte: 90minut.pl
| Gol |  |  | Giocatore              | Squadra           |
| --- |  |  | ---------------------- | ----------------- |
| 14  |  |  | Arkadiusz Bąk          | Polonia Varsavia  |
| 14  |  |  | Sylwester Czereszewski | Legia Varsavia    |
| 14  |  |  | Mariusz Śrutwa         | Ruch Chorzów      |
| 13  |  |  | Radosław Jasiński      | Zagłębie Lubin    |
| 12  |  |  | Marcin Kuźba           | Górnik Zabrze     |
| 11  |  |  | Mariusz Nosal          | Odra              |
| 11  |  |  | Piotr Reiss            | Lech Poznań       |
| 11  |  |  | Marek Saganowski       | ŁKS Łódź          |
| 10  |  |  | Paweł Kryszałowicz     | Amica Wronki      |
| 10  |  |  | Tomasz Kulawik         | Wisła Cracovia    |
| 10  |  |  | Piotr Mandrysz         | Pogoń Stettino    |
| 10  |  |  | Paweł Miąszkiewicz     | Petrochemia Płock |
| 10  |  |  | Sławomir Wojciechowski | GKS Katowice      |